# Теорема Абеля — Руффіні
Теорема Абеля—Руффіні стверджує, що загальне рівняння п'ятого та вищих степенів є нерозв'язним у радикалах — 
для коренів многочлена не існує формули, в якій застосовуються чотири арифметичні дії та добування коренів (довільного ступеня).
Із доведення випливає існування рівнянь п'ятого й вищих ступенів, для яких корені не виражаються в радикалах. Найпростішими нерозв'язними в радикалах є рівняннями:
{\displaystyle x^{5}\pm x-1=0}
Основна теорема алгебри доводить, що рівняння {\displaystyle \ n}-го степеня має {\displaystyle \ n} комплексних коренів, хоча над іншими полями коренів може і не існувати.
Загальну відповідь про наявність коренів многочлена над заданим полем та розв'язність над цим полем дає теорія Галуа.

## Історія

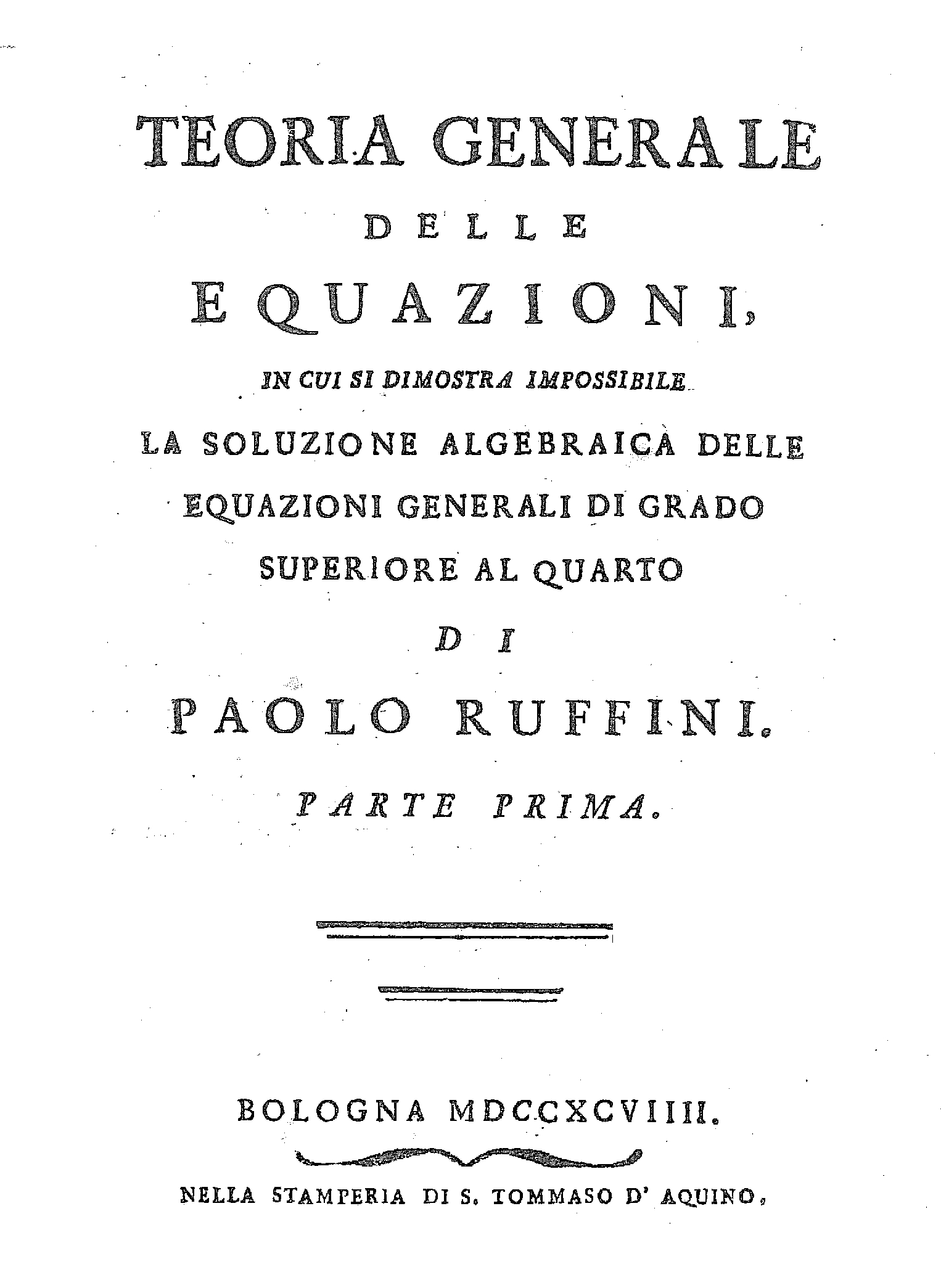
Паоло Руффіні, Teoria generale delle equazioni, 1799

В 1770 році Жозеф-Луї Лагранж у своїй роботі, описуючи способи пошуку коренів рівнянь, застосував поняття групи перестановок коренів рівняння. Ця інноваційна робота заклала основи теорії Галуа, що була виявлена в паперах Евариста Галуа після його смерті.
Першу версію теореми довів Паоло Руффіні в 1799, але в його доведенні були прогалини. В 1824 Нільс Абель опублікував детальне доведення теореми.

## Теорія Галуа
Сучасне доведення використовує теорію Галуа.
Група Галуа описує групи перестановок {\displaystyle \ S_{n}} коренів многочленів.
При {\displaystyle n\geq 5} група перестановок {\displaystyle \ S_{n}} не є розв'язною.

## Доведення теореми
Нехай
{\displaystyle \ y_{1}} — дійсне число трансцендентне над полем раціональних чисел {\displaystyle \mathbb {Q} },
{\displaystyle \ y_{2}} — трансцендентне над розширенням {\displaystyle \mathbb {Q} (y_{1})}, і так далі до
{\displaystyle \ y_{5}} — трансцендентне над {\displaystyle \mathbb {Q} (y_{1},y_{2},y_{3},y_{4})}.
Позначимо {\displaystyle \ E=\mathbb {Q} (y_{1},y_{2},y_{3},y_{4},y_{5}),} тоді:
{\displaystyle f(x)=(x-y_{1})(x-y_{2})(x-y_{3})(x-y_{4})(x-y_{5})\in E[x].}
Теорема Вієта: 
відкривши дужки, отримаємо що {\displaystyle \ f(x)} є симетричною функцією відносно {\displaystyle \ y_{n},} оскільки коефіцієнтами многочлена будуть:
{\displaystyle \ s_{1}=y_{1}+y_{2}+y_{3}+y_{4}+y_{5}}
{\displaystyle \ s_{2}=y_{1}y_{2}+y_{1}y_{3}+\cdots +y_{4}y_{5}}
і так далі до
{\displaystyle \ s_{5}=y_{1}y_{2}y_{3}y_{4}y_{5}.}
Кожна перестановка {\displaystyle \ \sigma } групи {\displaystyle \ S_{5}} означає автоморфізм {\displaystyle \ \sigma '} на {\displaystyle \ E} що залишає {\displaystyle \mathbb {Q} } нерухомим та переставляє {\displaystyle \ y_{n}.} Оскільки від перестановки коренів многочлен не змінюється, отже {\displaystyle \ E} також є нерухомим, отже утворює групу Галуа
{\displaystyle \ |G(E/F)|=|S_{5}|=5!}
Єдиним розкладом {\displaystyle \ S_{5}} є
{\displaystyle \ S_{5}\geq A_{5}\geq \{e\}} (де {\displaystyle \ A_{5}} — альтернативна група).
Факторгрупа {\displaystyle \ A_{5}/\{e\}} (ізоморфна самій {\displaystyle \ A_{5}}) не є абелевою групою, тому {\displaystyle \ S_{5}} не є розв'язною.

## Розв'язувані типи рівнянь
- Абелеві рівняння
- Зворотне рівняння